# Microscopische polyangiitis
Microscopische polyangiitis (MPA) is een vorm van systeemvasculitis.

## Symptomen
MPA is een auto-immuunziekte die wordt gekenmerkt door een chronische ontsteking van de kleine en allerkleinste bloedvaten. Toch kunnen ook grotere bloedvaten ontstoken worden, waardoor de ziekte nog weleens verward wordt met polyarteritis nodosa.
In tegenstelling tot de ziekte van Wegener raken bij MPA de bovenste luchtwegen (neus, keel en oren) niet aangetast. De ziekte begint vaak met algemene symptomen. De patiënt heeft last van koorts, fors gewichtsverlies, vermoeidheid, gewrichtsklachten en algehele lusteloosheid. Daarna manifesteert MPA zich vooral in de nieren, longen, zenuwen, ogen en huid.

## Diagnose
In de eerste fase van de diagnose speelt de herkenning van de symptomen door de behandelende specialist een belangrijke rol. Als de specialist vermoedt dat er sprake is van een systeemvasculitis, dan zal hij een ANCA-bloedtest laten uitvoeren. Deze test is bij 90% van de mensen met MPA positief. Om de diagnose met nog meer zekerheid te kunnen geven, wordt vaak een biopsie gedaan uit het weefsel van de aangedane organen. Bij de biopsie kijkt men naar kenmerkende verschijnselen. Het gaat dan net als bij de ziekte van Wegener om ontsteking van de wand van bloedvaatjes, ophopingen van ontstekingscellen (granulomen) en het afsterven van weefsel (necrose). MPA is te onderscheiden van de ziekte van Wegener omdat bij MPA de bovenste luchtwegen niet worden aangetast.

## Behandeling
MPA is een ernstige ziekte, maar als de diagnose tijdig wordt gesteld zijn de vooruitzichten voor de patiënt goed. In de regel wordt de ziekte behandeld met de prednisolon, een corticosteroïde, dat de ontsteking remt. Daarnaast wordt cyclofosfamide (merknaam: Endoxan) gegeven, dat het afweersysteem remt. Daardoor komt de ziekte tot rust en kunnen de ontstekingen voor de langere duur verdwijnen. Wanneer op het moment van diagnose de nieren ernstig zijn aangedaan, wordt aanvullend op de genoemde behandeling vaak nog gedurende 7-10 dagen dagelijks een plasmaferese behandeling gegeven. Met deze behandeling wordt de ANCA uit het bloed gehaald, waardoor de ziekteactiviteit snel daalt. Zo kan verdere aantasting van de nieren worden beperkt. Gebleken is dat na een dergelijke behandeling ruim 80% van deze patiënten uiteindelijk geen dialyse meer nodig heeft.
Als alternatief voor de kostbare plasmaferese wordt ook wel gedurende 3 dagen een stootbehandeling met methylprednison toegepast. Na 3 tot 6 maanden wordt cyclofosfamide vaak vervangen door azathioprine of methotrexaat. Azathioprine en methotrexaat remmen het afweersysteem wat minder dan cyclofosfamide. Ze hebben echter het voordeel dat ze iets minder ernstige bijwerkingen hebben. De dosering hangt af van de ernst van de ziekteverschijnselen, van het ziekteverloop en van de reacties van het lichaam op de medicijnen. De behandeling duurt snel 1 tot 2 jaar.

## Perspectief
MPA is een chronische ziekte, dat betekent dat het altijd op de achtergrond aanwezig blijft. Door de behandeling met medicijnen wordt de ziekte tot rust gebracht. Er is echter altijd een risico dat de ziekte in de loop van de jaren weer opvlamt. Als gevolg van de ziekte kan vaak blijvende schade optreden aan één of meerdere van de aangedane organen. Dit kan het dagelijks functioneren belemmeren. Vooral de nieren vormen bij MPA een risicogebied. Een vroege diagnose en behandeling is dan ook van groot belang om de schade aan de organen zo veel mogelijk te beperken. Veel patiënten hebben ook als de ziekte tot rust is gekomen last van een blijvende vermoeidheid.